# Доња Тунгуска
Доња Тунгуска (рус. Нижняя Тунгуска) је сибирска река и један од већих притока реке Јенисеј. Налази се у рејону Иркутске области и Краснојарског краја.
За 2010. планирано је грађење велике бране, која ће поплавити 10.000 km² локалне низије.